# Ева Кристина фон Хоенлое-Лангенбург
Ева Кристина фон Хоенлое-Лангенбург (на немски: Eva Christine von Hohenlohe-Langenburg; * 24 декември 1621, Лангенбург; † 25 май 1681, Валденбург) е графиня от Хоенлое-Лангенбург и чрез женитба графиня на Хоенлое-Валденбург.

## Биография
Тя е дъщеря на граф Филип Ернст фон Хоенлое-Лангенбург и съпругата му графиня Анна Мария фон Золмс-Зоненвалде (* 14 януари 1585; † 20 ноември 1634), голямата дъщеря на граф Ото фон Золмс-Зоневалде-Поух (1550 – 1612) и графиня Анна Амалия фон Насау-Вайлбург (1560 – 1634).
Ева Кристина на 25 май 1681 г. на 59 години във Валденбург, Хоенлое, Баден-Вюртемберг, и е погребана там.

## Фамилия
Ева Кристина фон Хоенлое-Лангенбург се омъжва на 24 юни 1646 г. във Валденбург за граф Волфганг Фридрих фон Хоенлое-Валденбург (* 17 април 1617, Валденбург; † 28 март 1658, Валденбург), най-възрастният син на граф Филип Хайнрих фон Хоенлое-Валденбург (1591 – 1644) и графиня Доротея Валбурга фон Хоенлое-Нойенщайн (1590 – 1656). Те имат децата:
- Доротея Мария (1647 – 1695), омъжена на 22 септември 1667 г. във Валденбург за граф Филип Албрехт Шенк фон Лимпург (1648 – 1682), син на граф Йохан Вилхелм Шенк фон Лимпург (1607 – 1655) и Мария Юлиана фон Хоенлое-Лангенбург (1623 – 1695)
- Сузана София Луиза (1648 – 1691), омъжена на 25 май 1681 г. във Валденбург за граф Фридрих Еберхард фон Льовенщайн-Вертхайм-Вирнебург (1629 – 1683), син на граф Фридрих Лудвиг фон Льовенщайн-Вертхайм-Вирнебург (1598 – 1657) и Анна Хедвиг цу Щолберг-Ортенберг (1599 – 1634)
- Карл Филип Фридрих (1649 – 1649)
- Мария Юлиана (*/† 1650)
- Йоахим Хайнрих (1651 – 1651)
- Анна Елизабет Елеонора (1652 – 1723)
- Филипина Фридерика Христина (1654 – 1662)
- Мария Клара (1657 – 1657)
- Георг Фридрих (1655 – 1655)